# Se på mig
Se på mig er en roman fra 2011 skrevet af den danske forfatter Kirsten Hammann. Bogen er udgivet på Gyldendal. 
Romanen fik ved udgivelsen overvejende positive anmeldelser. 
Romanen omhandler kontorassistenten Julie, hvis forlovede beslutter sig for at rejse til Indien uden hende, hvorefter Julie må leje værelser ud til forfatteren Sune for at kunne betale huslejen. Sune mangler noget at skrive om til sin store roman, og begynder at interessere sig for Julies liv. 